# Eleição presidencial nos Estados Unidos em 1952
A eleição presidencial dos Estados Unidos de 1952 foi a quadragésima-segunda eleição presidencial do país. Ocorreu numa época em que a tensão da Guerra Fria entre os Estados Unidos e a União Soviética foi escalada rapidamente. No Senado dos Estados Unidos, o senador republicano Joseph McCarthy de Wisconsin havia se tornado uma figura nacional depois de presidir as investigações do Congresso sobre a questão dos espiões comunistas dentro do governo dos Estados Unidos. Chamados de McCarthy "caça às bruxas", combinado com a tensão nacional e o cansaço após dois anos de impasse sangrento na Guerra da Coreia, a Revolução Comunista na China, a aquisição soviética de armas nucleares em 1949, e a recessão do início dos anos 1950, preparou a ocasião para uma calorosa disputada presidencial.
O atual presidente, o impopular Harry S. Truman desistiu de se candidatar, assim o Partido Democrata nomeou o governador de Illinois Adlai Stevenson II; Stevenson ganhou uma reputação em Illinois como orador intelectual e eloquente. O Partido Republicano rebateu com o popular herói de guerra, o general Dwight D. Eisenhower e ganhou em uma vitória esmagadora. Com a vitória de Eisenhower, assim, encerrando os 20 anos consecutivos dos governos democratas na Casa Branca.
Eisenhower, aos 62 anos, foi o homem mais velho a tomar posse como presidente desde James Buchanan, em 1856 e foi o primeiro presidente republicano desde Herbert Hoover. Esta eleição foi a primeira desde 1928 em que o candidato presidencial republicano foi eleito.

## Processo eleitoral
A partir de 1832, os candidatos para presidente e vice começaram a ser escolhidos através das Convenções. Os delegados partidários, escolhidos por cada estado para representá-los, escolhem quem será lançado candidato pelo partido. Os eleitores gerais elegem outros "eleitores" que formam o Colégio Eleitoral. A quantidade de "eleitores" por estado varia de acordo com a quantidade populacional do estado. Em quase todos os estados, o vencedor do voto popular leva todos os votos do Colégio Eleitoral.

## Convenções

### Convenção Nacional doPartido Republicanode 1952
A Convenção Nacional Republicana de 1952 foi realizada entre 7 e 11 de julho em Chicago. Nomeou o general e herói de guerra Dwight D. Eisenhower, também conhecido como "Ike", para presidente por 845 votos contra 500 de Robert A. Taft, e a 111 de outros. O senador anticomunista Richard Milhous Nixon, foi escolhido para vice-presidente.
A plataforma republicana se comprometeu a encerrar a impopular Guerra da Coreia; demitir todos "os vadios, incompetentes e funcionários desnecessários" no Departamento de Estado; apoiou a retenção do Taft–Hartley Act que disponha o direito de os trabalhadores se filiarem aos sindicatos, negociar coletivamente e entrar em greve; e prometeu trazer um fim à "subversão comunista" nos Estados Unidos.

### Convenção Nacional doPartido Democratade 1952
A Convenção Nacional Democrata foi realizada entre 21 e 26 de julho em Chicago. O governador Adlai Stevenson II - que protestava para não ser candidato presidencial - foi convidado a dar um discurso de boas-vindas aos delegados. Ele passou a dar um discurso espirituoso e levou seus partidários a começar a fazer esforços para nomeá-lo, apesar de seus protestos. Após um encontro com Jacob Arvey, o "chefe" da delegação de Illinois, Stevenson finalmente concordou em entrar com seu nome como um candidato para a nomeação. Os chefes do partido de outros grandes estados do Norte e Centro-Oeste juntaram-se rapidamente em apoio. Estes Kefauver levou os votos do primeiro escrutínio, mas teve muito menos votos do que o necessário para ganhar. Stevenson gradualmente ganhou força até que ele foi nomeado no terceiro escrutínio. A convenção, em seguida, escolheu o senador John Sparkman, um conservador e segregacionista, como companheiro de chapa de Stevenson. Stevenson, em seguida, fez um discurso eloquente de aceitação no qual ele se comprometeu com a famosa "conversa no sentido para o povo americano."
A plataforma democrata favoreceu uma forte defesa nacional; segurança coletiva contra a União Soviética; o desarmamento multilateral; a revogação do Taft–Hartley Act que disponha o direito de os trabalhadores se filiarem aos sindicatos, negociar coletivamente e entrar em greve; igualdade de oportunidades para as minorias e assistência pública para os idosos, crianças, cegos e a deficientes; a expansão do programa de merenda escolar; e esforços contínuos para combater a discriminação racial.

## Campanha

### Temas

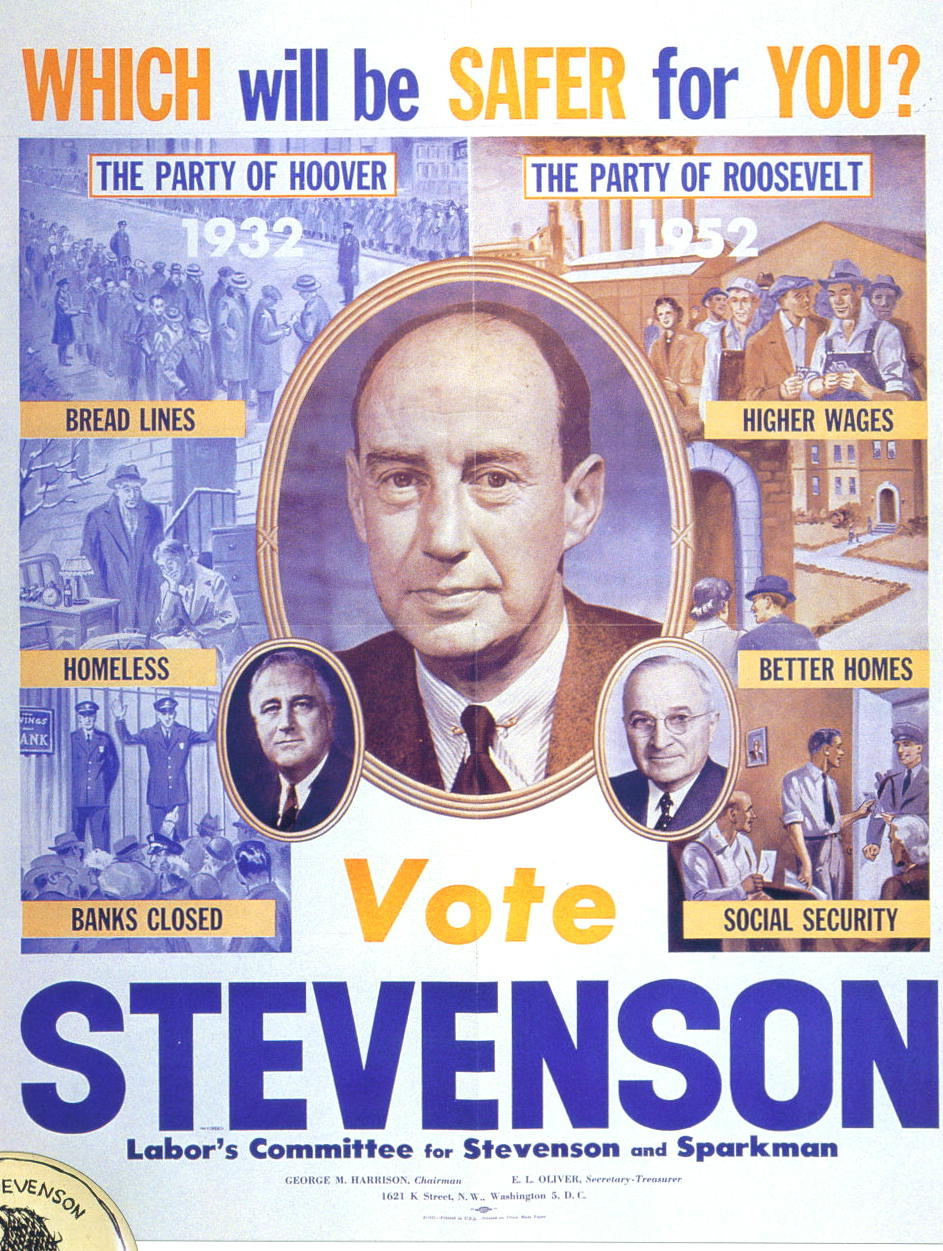
Cartaz de campanha de Adlai Stevenson. O cartaz diz:
"O QUE será SEGURO para VOCÊ?
O Partido de Hoover (Republicano): 1932 - filas para conseguir pão - sem moradias - bancos fechados /
O Partido de Roosevelt (Democrata): 1952 - salários mais altos - moradias melhores - segurança social.
Vote em STEVENSON.

A campanha de Dwight D. Eisenhower foi uma das primeiras campanhas presidenciais a fazer um esforço para ganhar o voto feminino. Muitos de seus comerciais de rádio e televisão discutiram temas como a inflação, a educação, acabar com a Guerra da Coreia, e outras questões que foram pensadas para atrair mulheres. A campanha de Eisenhower fez o uso de trabalhadores femininos; estes trabalhadores fizeram telefonemas para prováveis eleitores Eisenhower, distribuiram folhetos de "Ike" folhetos, e fizeram esforço para conseguir o apoio do bilhete GOP em seus bairros. No dia da eleição, Eisenhower ganhou uma sólida maioria do voto feminino.
Eisenhower fez campanha atacando "a Coreia, o Comunismo e a Corrupção" - isto é, os republicanos consideraram a administração de Harry S. Truman como fracassada para lidar com estas questões. A campanha de Eisenhower acusou o governo de negligenciar a América Latina e, portanto, levando-os para os exércitos dos astutos agentes comunistas à espera de explorar a miséria local e capitalizar sobre qualquer abertura para comunizar as Américas. As acusações de que espiões soviéticos haviam infiltrado no governo atormentou a administração de Truman e também se tornou um tema de campanha importante para Eisenhower.
Os republicanos culparam os democratas pelo fracasso dos militares na Coreia, eles acusaram os democratas de "abrigar" espiões comunistas dentro do governo federal, e eles criticaram a administração de Truman por causa de funcionários que tinham sido acusado de vários crimes.
Em troca, os democratas criticaram o senador Joseph McCarthy e outros conservadores do Partido Republicano como "vendedores do medo", que foram irresponsavelmente pisotear as liberdades civis dos funcionários do governo.

### Eventos

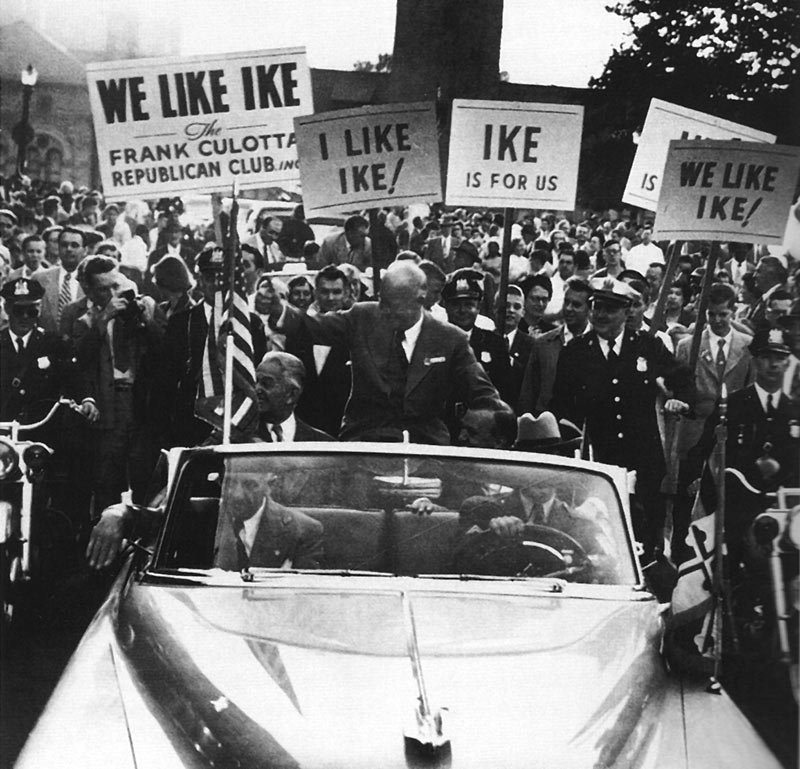
Campanha presidencial de Eisenhower em Baltimore (Maryland) em setembro de 1952.

Eisenhower tinha mantido a sua enorme popularidade pessoal em seu papel de liderança na II Guerra Mundial, e grandes multidões acabou por vê-lo em todo o país. Seu slogan de campanha, "Eu gosto de Ike" ("Ike" refere-se a Eisenhower), foi um dos mais populares da história americana. Stevenson concentrou-se em dar uma série de discursos pensando em todo o país, e ele também atraiu grandes multidões. Embora seu estilo entusiasmado de intelectuais e acadêmicos, alguns especialistas políticos se perguntaram se ele estivesse falando "sobre as cabeças" da maioria de seus ouvintes, e eles apelidaram-o de um "intelectual", baseado em sua calvície e atitude intelectual. Eisenhower manteve uma vantagem confortável nas sondagens durante a maior parte da campanha.
Um evento notável da campanha de 1952 dizia respeito a um escândalo que surgiu quando Richard Nixon, vice de Eisenhower, foi acusado por vários jornais de receber 18.000 dólares sem ser declarado como "presentes" de doadores ricos. Nixon, que vinha acusando os democratas de bandidos escondidos, viu-se na defensiva. Eisenhower e seus assessores consideraram retirar Nixon do bilhete e escolher outro companheiro de chapa. No entanto, Nixon salvou sua carreira política com um discurso dramático de meia hora ao vivo na televisão. No discurso de Nixon, ele negou as acusações contra ele, deu um relato detalhado de sua modesta conta financeira ativa, e ofereceu uma avaliação brilhante da candidatura de Eisenhower. O ponto alto do discurso foi quando Nixon afirmou que um partidário de Nixon havia dado as suas filhas um presente - um cão chamado "Damas" - e que ele não voltaria, porque suas filhas adoraram. O discurso do "Damas" levou muitos cidadãos em todo o país a se comunicar com o Comitê Nacional Republicano exortando o GOP para manter Nixon no bilhete, e Eisenhower ficou com Nixon como vice.

## Resultados
| Resultado geral da eleição presidencial dos Estados Unidos de 1944 | Resultado geral da eleição presidencial dos Estados Unidos de 1944 | Resultado geral da eleição presidencial dos Estados Unidos de 1944 | Resultado geral da eleição presidencial dos Estados Unidos de 1944 | Resultado geral da eleição presidencial dos Estados Unidos de 1944 | Resultado geral da eleição presidencial dos Estados Unidos de 1944 | Resultado geral da eleição presidencial dos Estados Unidos de 1944 | Resultado geral da eleição presidencial dos Estados Unidos de 1944 | Resultado geral da eleição presidencial dos Estados Unidos de 1944 |
| Candidato a presidente                                             | Estado de origem                                                   | Candidato a vice-presidente                                        | Estado de origem                                                   | Partido                                                            | Partido                                                            | Voto popular                                                       | Voto popular                                                       | Colégio Eleitoral                                                  |
| Candidato a presidente                                             | Estado de origem                                                   | Candidato a vice-presidente                                        | Estado de origem                                                   | Partido                                                            | Partido                                                            | Votos                                                              | Porcentagem                                                        | Colégio Eleitoral                                                  |
| ------------------------------------------------------------------ | ------------------------------------------------------------------ | ------------------------------------------------------------------ | ------------------------------------------------------------------ | ------------------------------------------------------------------ | ------------------------------------------------------------------ | ------------------------------------------------------------------ | ------------------------------------------------------------------ | ------------------------------------------------------------------ |
| Dwight D. Eisenhower                                               | Nova Iorque                                                        | Richard Nixon                                                      | Califórnia                                                         |                                                                    | Republicano                                                        | 34.075.529                                                         | 55,18%                                                             | 442                                                                |
| Adlai Stevenson                                                    | Illinois                                                           | John Sparkman                                                      | Alabama                                                            |                                                                    | Democrata                                                          | 27.375.090                                                         | 44,33%                                                             | 89                                                                 |
| Vincent Hallinan                                                   | Califórnia                                                         | Charlotta Bass                                                     | Nova Iorque                                                        |                                                                    | Progressista                                                       | 140.746                                                            | 0,23%                                                              | 0                                                                  |
| Stuart Hamblen                                                     | Texas                                                              | Enoch A. Holtwick                                                  | Illinois                                                           |                                                                    | Proibição                                                          | 73.412                                                             | 0,12%                                                              | 0                                                                  |
| Eric Hass                                                          | Nova Iorque                                                        | Stephen Emery                                                      | Nova Iorque                                                        |                                                                    | Trabalhista-Socialista                                             | 30.406                                                             | 0,05%                                                              | 0                                                                  |
| Darlington Hoopes                                                  | Pennsylvania                                                       | Samuel H. Friedman                                                 | Nova Iorque                                                        |                                                                    | Socialista                                                         | 20.203                                                             | 0,03%                                                              | 0                                                                  |
| Douglas MacArthur                                                  | Arkansas                                                           | Harry F. Byrd                                                      | Virginia                                                           |                                                                    | Constituição (1952)                                                | 17.205                                                             | 0,03%                                                              | 0                                                                  |
| Farrell Dobbs                                                      | Minnesota                                                          | Myra Tanner Weiss                                                  | California                                                         |                                                                    | Socialista dos Trabalhadores                                       | 10.312                                                             | 0,02%                                                              | 0                                                                  |
| Outros                                                             | Outros                                                             | Outros                                                             | Outros                                                             | Outros                                                             | Outros                                                             | 9.039                                                              | 0,02%                                                              | —                                                                  |
| Total                                                              | Total                                                              | Total                                                              | Total                                                              | Total                                                              | Total                                                              | 61.751.942                                                         | 100%                                                               | 531                                                                |
| Necessários para vencer                                            | Necessários para vencer                                            | Necessários para vencer                                            | Necessários para vencer                                            | Necessários para vencer                                            | Necessários para vencer                                            | Necessários para vencer                                            | Necessários para vencer                                            | 266                                                                |

Fonte - Voto popular: Colégio Eleitoral: